# 接吻 (栗本薫)
『接吻』（せっぷん）は、栗本薫の短編小説集。

## 概要
栗本がデビュー前に書きためていた作品の中から12篇を選んで編纂された短編集。2002年11月に角川書店から単行本として発行された。のち、2005年4月に角川文庫から発行された。
単行本発行時の副題は「栗本薫十代短編集」であったが、実際には17歳から21歳の間に書かれた作品であり、そのためか文庫化時には副題が「栗本薫初期短編集」と改められた。
いずれの作品も、若者らしい愛情への渇望に満ち溢れた、耽美色の強い作品であり、デビュー後の栗本の幅広い作品群の萌芽を見てとることができる作品集となっている。

## 書誌
- 角川書店（単行本）版：2002年11月30日発行 / ISBN 4-04-873416-4
- 角川文庫版：2005年4月25日発行 / ISBN 4-04-150065-6

## 収録作品
1. 「ぬくもり」 - 1970年、文芸部誌『白壁』より
2. 「接吻」 - 1971年8月8日
3. 「ママンの恋」 - 1972年1月7日
4. 「高野詣 ―色子曼荼羅」 - 1972年1月20日
5. 「おゆき」 - 1972年4月27日
6. 「六月の魔女」 - 1972年7月18日
7. 「十二月」 - 1972年12月3日
8. 「神のあやまち ―フレデリックへの手紙」 - 1972年12月13日
9. 「不在」 - 1973年2月6日
10. 「二十歳の遺書」 - 1973年7月4日
11. 「壮士の雪」 - 1974年4月5日
12. 「Blues with a feeling」 - 1974年8月18日